# Mickaël Pichon
Pour les articles homonymes, voir Mickaël Pichon (cyclisme) et Pichon.
Pas d'image ? Cliquez ici
Mickaël Pichon, né le 13 février 1976 au Mans, est un pilote français de motocross.
Après une première carrière en Europe, où il devient plusieurs fois champion de France en catégorie Elite et surtout en Supercross, il s'expatrie aux États-Unis sur les traces de Jean-Michel Bayle, devenant deux fois champion US de Supercross 125 cm3 en 1995 et 1996. Passé dans la catégorie reine, le Supercross US 250 cm3, bien qu'obtenant de bons résultats, il ne perce pas.
Au cours de la saison 1999, il revient en Europe et participe au Championnat du monde au sein du team Suzuki. Lors de la saison suivante, il est battu par Frédéric Bolley et finit vice-champion. L'année suivante, il touche au but suprême, devenant champion du monde. En 2002, il confirme par un nouveau titre.
En 2003, face à un Stefan Everts dominateur, il ne pourra défendre son titre jusqu'à la fin de la saison à cause d'une blessure. L'année suivante, il est de nouveau battu par Everts en Championnat du monde MX1.
Il a été nommé chevalier de la Légion d'honneur en mars 2008.

## Carrière
Mickaël Pichon fait ses débuts en championnat du monde en 1992 à l'âge de 16 ans, dans la catégorie 125 cm3 où il termine la saison au 19e rang au guidon d'une Honda privée. En 1993, il s'améliore et se classe cinquième du championnat du monde 125 cm3. La même année, il remporte également sa première victoire en supercross AMA lors de la course Western Supercross 125 cm3 à San Diego. En 1994, Mickaël Pichon remporte sa première victoire en Grand Prix au Grand Prix de France 125 cm3 et termine la saison sixième du championnat du monde 125 cm3,.
Mickaël Pichon déménage ensuite aux États-Unis pour participer au championnat de motocross AMA pour le Team Pro Circuit-Kawasaki. En 1995, lors de sa première saison complète en AMA avec Kawasaki, Pichon remporte le championnat Eastern Supercross 125 cm3 et se classe cinquième au classement général du championnat national de motocross outdoor 125 cm3,. En 1996, il défend avec succès sa couronne en remportant le championnat Eastern Supercross 125 cm3. Pour la saison 1997, Pichon rejoint l'équipe d'usine Suzuki dirigée par l'ancien champion du monde Roger De Coster et termine la saison au quatrième rang du championnat national de motocross Outdoor 125 cm3. En 1998, il passe à la catégorie 250 cm3 et a remporte la course d'ouverture de la saison sur le Glen Helen Raceway, terminant devant Jeremy McGrath et Mike LaRocco. Il termine la saison du championnat national Outdoor 250 cm3 au quatrième rang. En 1999, il rejoint l'équipe d'usine Honda et termine quatrième du championnat national de Supercross 250 cm3. Cependant, une altercation opposant le père de Mickaël Pichon et les officiels de la course du High Point Raceway conduit à son renvoi de l'équipe Honda.
Mickaël Pichon rentre alors en Europe et signe un contrat pour participer au championnat du monde de motocross 250 cm3 avec l'équipe Sylvain Geboers-Suzuki sur une recommandation de Roger De Coster. Avec une motivation multipliée par son licenciement de l'équipe Honda, il se consacre à nouveau à l'entraînement. En 2001, il remporte largement le championnat du monde de motocross 250 cm3 en remportant 10 Grand Prix sur 14, En 2002, il continue à dominer le championnat du monde de motocross 250 cm3 en remportant 11 des 12 Grand Prix, En 2003, il gagne les trois premières manches du championnat du monde de motocross 250 cm3, mais une blessure le force à manquer les dernières manches du championnat qu'il termine au troisième rang derrière les Belges Stefan Everts et Joël Smets,.
En en 2004, Mickaël Pichon retourne chez Honda puis signe chez KTM en 2006. Alors qu'il est pilote pour le constructeur autrichien, il tombe malade. Des tests montrent qu'il est atteint une mononucléose. En 2007, il concoure dans la catégorie MX3-GP, terminant à la 25e place.
De 2007 à 2009, il participe au Championnat de France d'Enduro, puis il roule pour Honda France durant deux années au cours desquelles il participe à l'Enduro du Touquet. Il s'y classe cinquième en 2009 et remporte l'épreuve en 2010,. Cette même année, il remporte également la manche française du championnat du monde MX3-GP.
Avec un total de 38 Grand Prix a remporté au cours de sa carrière de pilote professionnel, Mickaël Pichon se classe en 2019 au sixième rang mondial derrière Stefan Everts (101), Antonio Cairoli (86), Jeffrey Herlings (84), Joël Smets (57) et Eric Geboers (38).

## Vie privée
Mickaël Pichon est le fils d'Alain Pichon qui a commencé le motocross dans les années 1970 sur la piste d'Aigné, et qui est ensuite devenu quatre fois champion de France. Mickaël Pichon est aussi le père de Zachary Pichon qui est également un champion de motocross et d'enduro.

## Palmarès
- Championnats du monde
  - Champion du monde de motocross en  2001 et 2002 en 250 cm3 sur Suzuki
  - Vice-Champion du monde de motocross MX1 en 2004
  - Vice-Champion du monde de motocross 250 cm3 en 2000
- Supercross US
  - Champion Supercross US en 1995 et 1996 125 cm3 sur Kawasaki Pro-Circuit
- Autres
  - Six fois champion de France (3 Elite, 3 Supercross)
  - 3e au Supercross de Paris Bercy en 2000
  - Double champion de France d'Enduro (2007, 2008)
  - Vainqueur de la Grappe de Cyrano et Val de Lorraine Classic en 2009
  - Vainqueur de l'enduropale 2010 à la suite du déclassement d'Yves Deudon